# 佐倉陸軍病院
佐倉陸軍病院（さくらりくぐんびょういん）は千葉県佐倉市にあった旧陸軍が運営した病院。

## 概要
第二次世界大戦後、陸軍の解体により厚生省へ移管、国立佐倉病院を経て、2004年3月1日に国立療養所千葉東病院と統合した。跡地は社会福祉法人聖隷福祉事業団へ経営移譲し、聖隷佐倉市民病院が開設された。
国立佐倉病院時代は腎移植の日本における中核施設として、早くから手術を行い、後には臨床研究部による研究も行われていた。
厚生省移管後、佐倉陸軍病院のあった場所（国立歴史民俗博物館が所在する佐倉城址）から移転しており、跡地には説明板が設置されている（詳しくは国立歴史民俗博物館のHPを参照）。

## 沿革

### 陸軍省管理時代
- 1874年（明治7年） 東京鎮台佐倉営所病院として創設
- 1888年（明治21年） 佐倉衛戍病院となる
- 1936年（昭和11年） 佐倉陸軍病院となる

### 陸軍省解体以後
- 1945年（昭和20年） 厚生省へ移管、国立佐倉病院となる
- 1950年 4月1日、療養所に転換、国立療養所佐倉病院となる
- 1953年 4月1日、国立佐倉療養所となる
- 1979年 4月1日、病院に転換、国立佐倉病院となる
- 1989年 10月、臨床研究部設置
- 1999年 3月18日、国立病院・療養所再編成計画の見直しで国立療養所千葉東病院との統合が発表される
- 2004年（平成16年） 社会福祉法人聖隷福祉事業団へ経営移譲、聖隷佐倉市民病院に

## 歴代病院長

### 佐倉衛戍病院長
- 越川彰二等軍医正：1925年（大正14年）9月時点[1]